# Ohms (Deftones)
Pour les articles homonymes, voir Ohm.
Albums de Deftones
Gore
(2016) Private Music
(2025)
Singles
1. Ohms
Sortie : 21 août 2020
2. Genesis
Sortie : 18 septembre 2020
3. Ceremony
Sortie : 26 janvier 2021

Ohms est le neuvième album studio du groupe californien de nu metal Deftones, sorti le 25 septembre 2020 sous le label Reprise Records. 
Il est produit par Terry Date, qui a produit les quatre premiers albums du groupe.

## Production
Ohms est le premier album de Deftones produit par Terry Date depuis l'album Deftones, sorti en 2003. La pochette est réalisée par Frank Maddocks, qui avait déjà réalisée celle de White Pony.
Dans le single Ohms sorti le 21 août 2020, Stephen Carpenter joue avec une guitare à neuf cordes.

## Réception
Ohms reçoit un très bon accueil critique, avec une moyenne de 89/100 sur l'agrégateur Metacritic.

## Liste des titres
| 1.    | Genesis                  | 5:17 |
| 2.    | Ceremony                 | 3:27 |
| 3.    | Urantia                  | 4:30 |
| 4.    | Error                    | 4:50 |
| 5.    | The Spell of Mathematics | 5:27 |
| 6.    | Pompeji                  | 5:25 |
| 7.    | This Link Is Dead        | 4:37 |
| 8.    | Radiant City             | 3:35 |
| 9.    | Headless                 | 4:59 |
| 10.   | Ohms                     | 4:10 |
| 46:17 |                          |      |

## Crédits
- Chino Moreno − chant, guitare rythmique
- Stephen Carpenter − guitare solo
- Sergio Vega − basse
- Abe Cunningham − batterie
- Frank Delgado − clavier